# Kapánsko
Kapánsko este o arie protejată (arie specială de conservare — SAC, sit de importanță comunitară — SCI) din Republica Cehă întinsă pe o suprafață de 706,29 ha, integral pe uscat.

## Localizare
Centrul sitului Kapánsko este situat la coordonatele 48°52′48″N 17°00′42″E / 48.88°N 17.011667°E.

## Înființare
Situl Kapánsko a fost declarat sit de importanță comunitară în aprilie 2005 pentru a proteja un număr necunoscut de specii din flora spontană și fauna sălbatică aflate în arealul zonei. Situl a fost protejat și ca arie specială de conservare în august 2016.

## Biodiversitate
Situată în ecoregiunea panonică, aria protejată conține 2 habitate naturale: Păduri stepice euro-siberiene cu Quercus spp., Păduri panonice cu Quercus petraea și Carpinus betulus.
La baza desemnării sitului se află un număr nedeclarat de specii protejate.